# Vidar Sundstøl
Vidar Sundstøl (* 30. Juni 1963 in Drangedal) ist ein norwegischer Schriftsteller, der durch seine Kriminalromane bekannt wurde. Außer in seinem Geburtsort verbrachte er einige Jahre in Ägypten und Minnesota, USA. Derzeit lebt er im norwegischen Bø (Telemark).
1987 absolvierte Sundstøl den Jahreskurs des Autorenstudiums am Telemark University College (HiT) in Bø. Seinen ersten Roman veröffentlichte er 2005. Für seinen vierten Roman „Drømmenes land“ wurde er im März 2009 mit dem Riverton-Preis ausgezeichnet. Für drei Jahre erhielt Sundstøl ebenfalls 2009 ein staatliches Stipendium für Schriftsteller. Der Roman „Drømmenes land“ wurde bisher (2020) als einziger ins Deutsche übersetzt (unter dem Titel „Traumland“). Andere Übersetzungen erfolgten ins Englische, Französische und Niederländische.

## Bibliografie
- 2005 Kommandolinjer
- 2006 I Alexandria
- 2007 Tingene hennes
- 2008 Drømmenes land (Minnesota-Trilogie 1) (dt. Traumland. Hoffmann & Campe, Hamburg 2011, ISBN 978-3-455-40282-7)
- 2009 De døde (Minnesota-Trilogie 2)
- 2011 Ravnene (Minnesota-Trilogie 3)
- 2013 Besettelsen
- 2015 Djevelens giftering
- 2020 Oseberg

## Auszeichnungen
- 2008 Riverton-Preis für Drømmenes land